# David Bellamy
David James Bellamy OBE (Londres, 18 de janeiro de 1933 — Londres, 11 de dezembro de 2019) foi um escritor, locutor de rádio, ativista ambiental e botânico inglês.

## Biografia
Bellamy nasceu em 18 de janeiro de 1933, sendo os seus pais Thomas Bellamy e Winifred May Bellamy. Quando criança, ele esperava ser dançarino de balé, mas concluiu que por causa de seu físico muito grande não conseguiria seguir o treinamento.  Bellamy foi para a escola em Londres, frequentando a escola primária Chatsworth Road Cheam, a escola júnior Cheam Road e a escola gramática do Condado de Sutton, onde inicialmente mostrou aptidão para literatura e história; ele então encontrou sua vocação por causa de um professor de ciências inspirador, estudando zoologia, botânica, física e química no ensino médio. Ele ganhou um diploma de honra em botânica no Chelsea College of Science and Technology (agora parte do King's College London) e um doutorado no Bedford College em 1960.
Bellamy foi influenciado pelo romance, de 1909, do autor Gene Stratton-Porter, A Girl of the Limberlost, e pelo filme de Disney, de 1940, Fantasia.
Bellamy morava com sua esposa, Rosemary, nos Pennines, do condado de Durham.

## Carreira científica
O primeiro trabalho de Bellamy em um ambiente científico foi como assistente de laboratório na Ewell Technical College antes de estudar para o bacharelado em Chelsea. Em 1960, tornou-se professor no departamento de Botânica da Universidade de Durham. O trabalho que o levou a destaque público foi sua consultoria ambiental no derramamento de óleo de Torrey Canyon'', em 1967, sobre o qual ele escreveu um artigo na principal revista científica, Nature.

## Carreira editorial
Bellamy publicou muitos artigos e livros científicos entre 1966 e 1986. Muitos desses livros foram associados à série de TV em que ele trabalhou. Durante os anos 80, ele substituiu o Big Chief I-Spy como o representante dos vários livros infantis I-Spy, para quem os livros completos foram enviados para receber uma recompensa. Em 1980, ele lançou um single escrito por Mike Croft, com arranjo musical de Dave Grosse, para coincidir com o lançamento do título I -Spy I Spy Dinosaurs (sobre fósseis de dinossauros) intitulado "Brontosaurus Will You Wait For Me?" (apoiado com "Oh Stegosaurus"). Ele apresentou o single no Blue Peter vestindo um macacão laranja, atingindo o número 88 nas paradas.

## Trabalho de conservação
No início dos anos 70, Bellamy ajudou a estabelecer o Durham Wildlife Trust e permaneceu um participante fundamental no movimento de conservação na área de Durham por várias décadas.
O Departamento de Turismo da Nova Zelândia, uma agência governamental, se envolveu com a corrida Coast to Coast, em 1988, ao reconhecer o potencial do turismo pelos eventos. Eles organizaram e financiaram jornalistas estrangeiros para cobrir o evento. Um deles foi Bellamy, que não apenas se reportou ao evento, mas decidiu competir. Enquanto estava no país, Bellamy trabalhou em uma série documentária, chamada Moa's Ark, que foi lançada pela Television New Zealand em 1990, e recebeu a Medalha de Comemoração da Nova Zelândia em 1990.
Bellamy foi o criador, juntamente com David Shreeve e a Conservation Foundation (que ele também fundou), do Ford European Conservation Awards.
Em 2002, ele foi um palestrante sobre questões de conservação na Conferência de Ecoturismo da Ásia-Pacífico (Apeco).
Em 2015, David Bellamy e sua esposa Rosemary visitaram a Malásia para explorar sua vida selvagem.
Em 2016, ele abriu o calçadão Hedleyhope Fell, que é a principal característica da reserva Hedleyhope Fell do Durham Wildlife Trust, no Condado de Durham. O projeto inclui um percurso de 60 metros, de Tow Law até a reserva Hedleyhope Fell, e 150 metros de calçadão feito de garrafas plásticas recicladas.

## Morte
Bellamy morreu no dia 11 de dezembro de 2019, aos 86 anos.

## Cronologia das aparições na TV e em transmissões de rádio
| - Life in Our Sea (1970–71) - Wildlife Spectacular (1971–72) - Bellamy on Botany (1972) - For Schools, Colleges: Exploring Science (1973) - The Animal Game (1973–74) - Don't Ask Me (1974–5) - What on Earth...are we doing: The Urban Spaceman (1974) - Bellamy's Britain (1974) - For Schools, Colleges: Exploring Science: Food Technology (1974) - For Schools, Colleges: Exploring Science: Soil (1975) - Choices for Tomorrow (1975–6) - This Is Your Life (1975) - Horizon: The Sickly Sea (1975) - The World About Us (1975) - Bellamy – on Botany! (1975) - It's Patently Obvious (1976) - Bellamy's Europe (1976) - Multi-Coloured Swap Shop (1976) - Any Questions? (1976) - The Book Programme (1976) - Multi-Coloured Swap Shop (1977) - Bellamy's Britain (1977) check - BBC: LONDON (1977) - Woman's Hour (1978) - Desert Island Discs (1978) - This Is Your Life [as the subject] (1978) - BBC: LONDON (1979) - It Figures (1979–1980) - We're Going Places (1979) - Parkinson (1979) - Blankety Blank (1979) - Go with Noakes (1979) - Multi-Coloured Swap Shop (1979–1981) - Up a Gum Tree (1979–1980) - Pebble Mill at One (1979) - The Countryside at Christmas (1979) - Woman's Hour (1980) - Through My Window (1980) - Wildlife (1980) - The Living World (1980) - Any Questions? (1980) - Ask Aspel (1981) - Bellamy's Backyard Safari (1981) - With Great Pleasure (1981) - David Bellamy [C of E Children's Society charity appeal] (1981) - For Schools, Colleges: Food, Food, Glorious Food (1981) - Pebble Mill at One (1981–82) - BBC: LONDON (1982–83) - Blue Peter (1982) - The Four Great Seasons (1982) - Just After Four (1983) - Wogan (1983) - Week's Good Cause (1983) - Countryside in Summer (1983) - Bellamy's New World (1983) - Rainbow Safari (1983) - Blue Tits and Bumble Bees (1983) - Saturday Superstore (1984–87) - Grange Hill (1984) - What on Earth...? (1984) - BBC: NORTH EAST (1984) - Give Us A Conch (1984) - Speak Out (1984) - Captain Noah and His Floating Zoo (1984) - You Can't See the Wood... (1984) - John Dunn (1984) - Nature (1984) - British Social History: The Motor Car (1984) - Starting Out (1984) - The Lenny Henry Show (1984) - Songs of Praise (1984) - Week's Good Cause (1985–86) - The Kenny Everett Show (1985) - Soundings (1985) - Heroes (1985) - Bellamy's Seaside Safari (1985) - The End of the Rainbow Show (1985) - Q.E.D. (Round Britain Whizz) (1985) - For Schools: Contact Spring (1986) | - The Kenny Everett Television Show (1986) - What on Earth...? (1986–8) - Bellamy's Bugle (1986–8) - Star Memories (1986) - Roger Royle Good Morning Sunday (1987) - Scene: Fido, Friend or Foe? (1987) - My Dog: My Rules – Adventures with Peanut Butter (1987) - It's Wicked! (1987) - With Great Pleasure (1987) - The Natural History Programme (1987) - Windmill (1987) - Nature (1988) - Woman's Hour (1988) - The New Battle for Britain (1988) - Umbrella (1988) - Penguins and Plum Puddings (1988) - It's Patently Obvious (1989) - Philip Schofield live from Kew Gardens (part of Green Week) (1989) - Questions: What Is a Person (1990) - The Leading Edge (1990) - The Media Show (1990) - Moa's Ark (1990) - Tomorrow's World Christmas Quiz (1990) - Bellamy on the Heathland (1991) - Bellamy Rides Again (1991) - Safari UK (1991) - Masterchef (1991) - The Garden Party (1991) - The Living World (1991) - TV: Six journeys through colour. (1991) - Bruce Forsyth's Children In Need Generation Game (1991) - The Clothes Show (1992) - Summer Scene (1992) - Wish You Were Here (1992) - Teaching Today (1992) - Blooming Bellamy (1993) - Children in Need (1993) - Sunday Half Hour Lights Shining in the Darkness (1993) - The Third Age (1993) - Family Affairs (1994) - Bellamy's Singapore (1994) - Will's World (1995) - Body Counts (1995) - Blue Peter (1995) - Big Day Out (1995) - Don Maclean (1996) - Upstream with Bellamy (1996) - Turning Points (1996) - In Celebration (1996) - Week's Good Cause (1997) - On the Scouting Trail (1997) - Christmas at the Castle (1997) - Don Maclean (1998) - Esther (1998) - Water Week (1998) - Songs of Praise (1998–9) - Fully Booked (1998) - Summer Disneytime (1998) - Geoff Hamilton: a Man and His Garden (1998) - Radio 4 Appeal (1999) - This Is Your Life (2000) - Time Bank – Celebrity Challenge (2000) - Breakfast (2001) - Kelly (2002) - This Is Your Life (2002) - On the Brink (2003) - Richard &amp; Judy (2003–4) - Bee in Your Bonnet (2004) - Gardeners' World (2004) - Hell's Kitchen (2004) - The Way We Went Wild (2004) - The Heaven and Earth Show (2004) - The Daily Politics (2005) - Channel 4 News (2005) - The Swish of the Curtain (2007) - Tiswas Reunited (2007) - Lenny Henry's Perfect Night In (2007) - The Secret Life of the Motorway (2007) - Francesco's Mediterranean Voyage (2008) - Toy Stories (2009) - The Funny Side of (2009) |